# Polybetes rubrosignatus
Polybetes rubrosignatus är en spindelart som beskrevs av Cândido Firmino de Mello-Leitão 1943. 
Polybetes rubrosignatus ingår i släktet Polybetes och familjen jättekrabbspindlar. Inga underarter finns listade i Catalogue of Life.